# Glismutehusen
Glismutehusen ist eine Wüstung im Nordwesten von Baden-Württemberg. Sie liegt auf dem Gebiet der Gemeinde Mühlhausen im Rhein-Neckar-Kreis.
Erstmals urkundlich erwähnt wurde der Ort 1152 im Rahmen von Schenkungen an das Kloster Schönau. Weitere Erwähnungen erfolgten 1184 und letztmals 1204. Die Lage des Ortes ist unsicher, da noch keine archäologischen Funde gemacht werden konnten. Möglicherweise ist der Sternweilerhof sein Nachfolger.